# Alberto Domínguez Borrás
Alberto Domínguez Borrás (San Cristóbal de las Casas, Chiapas, México, 5 de mayo de 1906 - Ciudad de México, 2 de septiembre de 1975) fue un compositor mexicano. Dos de sus canciones, «Perfidia» y «Frenesí», alcanzaron fama internacional a comienzos de la década de 1940. En 1945 fue uno de los socios fundadores de la Sociedad de Autores y Compositores de México. Su hermano, Armando "Chamaco" Domínguez, también fue compositor.

## Biografía

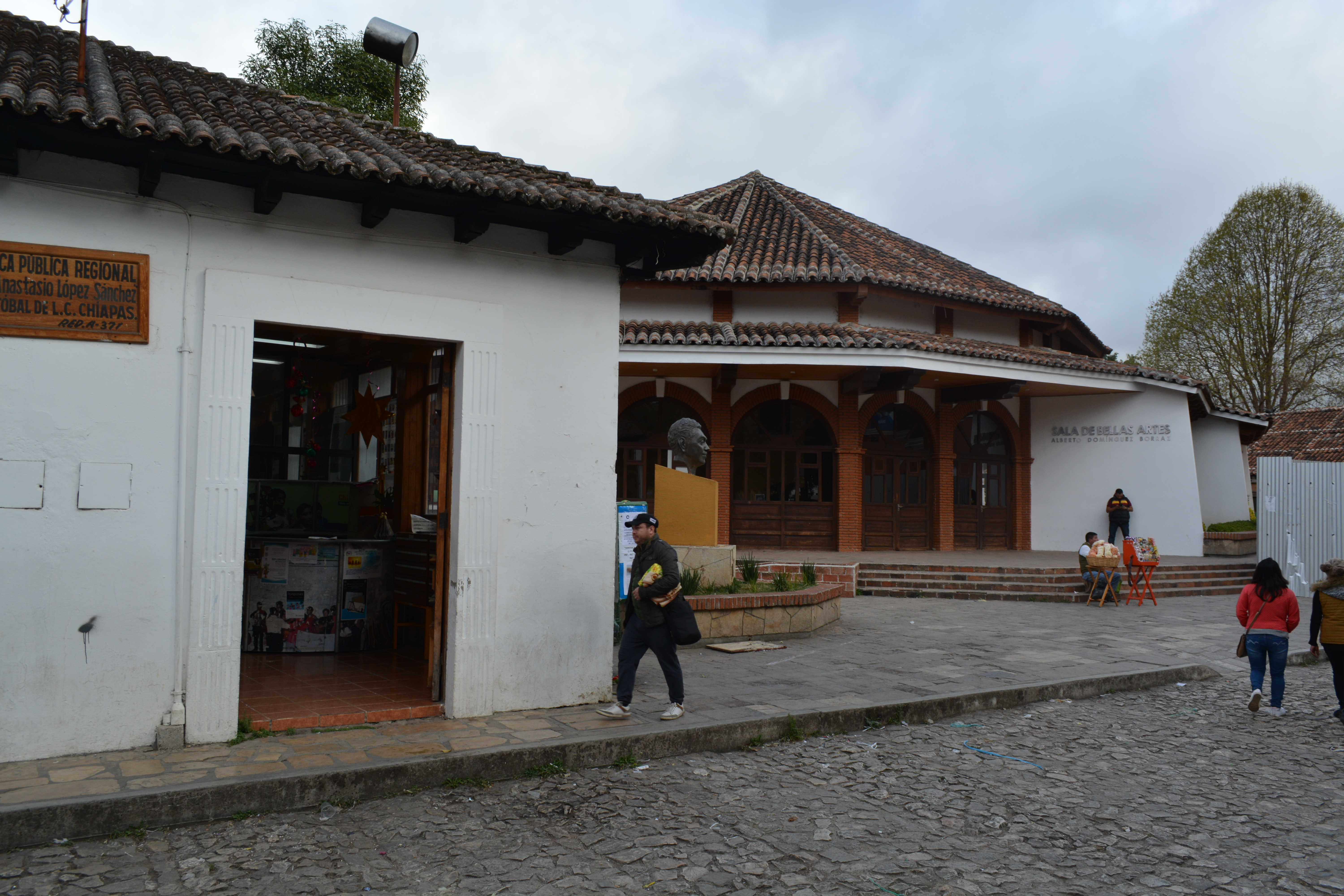
Vista de la Sala Alberto Domínguez Borrás en el Centro Cultural del Carmen, San Cristóbal de las Casas, Chiapas, sitio natal del compositor.

Alberto Domínguez fue el cuarto de los 10 hijos del matrimonio formado por Abel Domínguez Ramírez y Amalia Borrás Moreno. A los ocho años compuso sus primeras canciones. Posteriormente, estudió piano en la Escuela Libre de Música y en el Conservatorio Nacional de Música de México. Comenzó su carrera musical junto a sus hermanos Abel y Armando, también músicos y compositores de renombre, formando el grupo "Los Hermanos Domínguez".
En 1939, compuso "Frenesí", una pieza para marimba que pronto se adaptó al jazz y que consiguió un enorme éxito en los Estados Unidos. El clarinetista Artie Shaw la llevó al número uno de la lista Billboard, en diciembre de 1940. Posteriormente fue interpretada por artistas como Les Brown, Dave Brubeck, Betty Carter, June Christy, Ray Conniff, Natalie Cole, Ray Charles, Bing Crosby, Tommy Dorsey, The Four Freshmen, Eydie Gorme, Woody Herman, Earl Hines, Harry James, Ben E. King, Steve Lawrence, Billy May, Glenn Miller, Anita O'Day, Pérez Prado, Cliff Richard y Linda Ronstadt.
La consagración definitiva le llegó con su siguiente composición, "Perfidia". El tema fue grabado por Lupita Palomera y cuando unos productores de cine estadounidenses llegaron a México buscando una canción para la película Tú no comprendes, el magnate de las telecomunicaciones Emilio Azcárraga Vidaurreta les puso la canción. El tema convenció a los productores cinematográficos, que la usaron en dieciséis películas, incluido Casablanca.
"Perfidia" ha sido interpretada por numerosos artistas, entre los que destacan Xavier Cugat, Luis Mariano, Juan Arvizu, Charlie Parker, Glenn Miller, Nana Mouskouri, The Shadows, Los Rabanes, Antonio Molina, Laurel Aitken, Trini Lopez, Linda Ronstadt, Nat King Cole, Bruno Lomas, Cliff Richard, Pérez Prado, Julie London, Los Panchos, Armando Manzanero, Pedro Vargas, Sara Montiel, La Portuaria, Los Sabandeños, Arielle Dombasle, Andrea Bocelli, Luis Miguel, Plácido Domingo, Javier Solís o Los Indios Tabajaras.
Ambos temas se recogieron en el álbum Frenesí, de la cantante Linda Ronstadt, trabajo por el que obtuvo un Premio Grammy, en 1992, en la categoría de Mejor Álbum Tropical Latino.
Otros temas de su autoría fueron: "Mala noche", "Dos almas", "Humanidad", "Hilos de plata", "Eternamente" y "Di que no es verdad".
Alberto Domínguez Borrás falleció el 2 de septiembre de 1975 en la Ciudad de México, debido a un doble infarto.